# Жабяни
 Тази статия е за прилепското село.  За битолското вижте Жабени.  
Жабяни (на македонска литературна норма: Жабјани) е село в община Долнени на Северна Македония.

## География
Разположено е в Прилепското поле, северозападно от град Прилеп.

## История
В XIX век Жабяни е село в Прилепска каза на Османската империя. „Етнография на вилаетите Адрианопол, Монастир и Салоника“, издадена в Константинопол в 1878 година и отразяваща статистиката от 1873 година Жабяни (Jabiani) е посочено като село с 16 домакинства и 80 жители българи.
Според статистиката на Васил Кънчов („Македония. Етнография и статистика“) от 1900 г. Жабяни е населявано от 50 жители българи християни.
На Етнографската карта на Битолския вилает на Картографския институт в София от 1901 година Жабени е чисто българско село в Прилепската каза на Битолския санджак с 8 къщи.
В началото на XX век цялото население на селото е под върховенството на Българската екзархия. По данни на секретаря на екзархията Димитър Мишев („La Macédoine et sa Population Chrétienne“) в 1905 година в Жабяни има 56 българи екзархисти.
По време на българското управление в Македония през Първата световна война Жабяни е част от Барешанска община в Битолска селска околия и има 209 жители.
На етническата си карта на Северозападна Македония в 1929 година Афанасий Селишчев отбелязва Жабяни като българско село.
Според преброяването от 2002 година Жабяни има 56 жители – 55 македонци и 1 сърбин.